# Michael Beasley
Michael Paul Beasley (* 9. Januar 1989 in Frederick, Maryland) ist ein US-amerikanischer Basketballspieler, der zuletzt bei den Guangdong Southern Tigers in der CBA unter Vertrag stand.
Der 2,06 Meter große Forward wurde an zweiter Stelle der NBA-Draft 2008 von der Miami Heat ausgewählt, nachdem er als Freshman eine der besten Saisons der College-Basketballgeschichte absolviert hatte. Anders als in seiner Collegekarriere konnte er die an ihn gestellten Erwartungen in der NBA meist nicht erfüllen.

## Karriere

### College
Im Herbst 2007 begann Beasley seine College-Karriere an der Kansas State University. In der Saison 2007–08 wurde er zu einem der dominantesten College-Basketballspieler der Vereinigten Staaten. Seine 26,2 Punkte und 12,4 Rebounds pro Spiel waren die meisten, die je in einer Saison von einem Big 12 Basketballspieler erzielt wurden. Er konnte auch die meisten Double Doubles und Spiele mit 40 oder mehr Punkten in dieser Saison für sich verzeichnen. Seine 28 Double Doubles brachen den zuvor gehaltenen Rekord von 22 Double Doubles von Carmelo Anthony. Am 23. Februar 2008 erzielte er einen Big 12 Rekord mit 44 Punkten in einem Spiel (der seitdem von Denis Clemente eingestellt wurde). Beasley hält 30 Karriere-, Saison- und Freshman-Rekorde an der Kansas State University.

### Miami Heat (2008–2010)
Am 26. Juni 2008 wurde Beasley mit dem zweiten Pick in der NBA-Draft 2008 von der Miami Heat gewählt. In seinem NBA-Debüt erzielte er 9 Punkte, konnte sich den Rest der Saison aber auf einen zweistelligen Punkteschnitt von 13,9 Punkten hochspielen. Zusammen mit 5,4 Rebounds pro Spiel und einer Trefferquote von 40,7 % von hinter der Dreierlinie war seine Rookie-Saison sehr solide.
Er nahm an der NBA All-Star Weekend Rookie Challenge 2009 teil und erzielte mit 29 Punkten den Bestwert für die Rookies. Nach Ablauf der Saison wurde er in das NBA All-Rookie First Team berufen. In der folgenden regulären Saison bestritt Beasley 78 Spiele und stand dabei jedes Mal in der Startaufstellung. Er konnte seinen Punkteschnitt auf 14,8 Punkte pro Spiel erhöhen, doch seine Trefferquoten sanken.

### Minnesota Timberwolves (2010–2012)
Am 12. Juli 2010 wurde Beasley im Austausch für Zweitrunden-Draftpicks im Jahr 2011 und 2014 an die Minnesota Timberwolves abgegeben. Der Tausch sollte der Heat helfen, ausreichend Geld einzusparen, um es ihnen zu ermöglichen, Dwyane Wade zu halten und sich zusätzlich noch mit LeBron James und Chris Bosh zu verstärken.
Am 10. November 2010 führte Beasley seine neue Mannschaft mit einer Karrierebestleistung von 42 Punkten zum Sieg über die Sacramento Kings. In seinen ersten 47 Spielen für die Timberwolves stand Beasley jedes Mal in der Startaufstellung und konnte sich zum Vorjahr wesentlich steigern: 19,9 Punkte, 5,6 Rebounds und 2,2 Assists pro Spiel, mit annehmbaren Trefferquoten von 46,2 % aus dem Feld und 38,1 % von hinter der Dreierlinie.

### Phoenix Suns (2012–2013) und erneute Probleme
Zur Saison 2012–2013 wechselte Beasley erneut innerhalb der Liga und nahm das Vertragsangebot der Phoenix Suns über 3 Jahre an.
Die Saison verlief jedoch sehr enttäuschend für Beasley, welcher von 75 Spielen nur in 20 in der Startaufstellung stand. Er konnte nur 10,1 Punkte und 3,8 Rebounds pro Spiel erzielen. Nach einer enttäuschenden Saison wurde er, nachdem er in Phoenix mit Drogen erwischt wurde, am 4. September 2013 von den Phoenix Suns entlassen.

### Miami Heat (2013–2014)
Am 8. September 2013 wurde Beasley von der Miami Heat zum Mindestlohn der NBA für ein Jahr verpflichtet. Die Heat besaß die Option, den Vertrag bis zum 7. Januar 2014 auflösen zu können, da dieser nicht vollständig garantiert war. Obwohl er nur 7,9 Punkte pro Spiel erzielte, traf Beasley 49,9 % seiner Feldwürfe und 38,9 % von der Dreipunktlinie. Mit der Heat erreichte er die NBA-Finals, wo man jedoch den San Antonio Spurs unterlag.

### Wechsel nach China zu den Shanghai Sharks (2014–2015)
Für die Vorbereitungsphase zur Saison 2014/15 wurde Beasley zunächst von den Memphis Grizzlies verpflichtet. Nachdem er von den Grizzlies freigestellt wurde, unterschrieb Beasley in der CBA bei den Shanghai Sharks einen Einjahresvertrag. Eigentümer der Sharks ist der ehemalige NBA-Spieler Yao Ming. Beim CBA All-Star Game erzielte Beasley 59 Punkte und wurde anschließend zum MVP gewählt.

### Miami Heat (2015)
Am 26. Februar 2015 unterschrieb Beasley einen 10-Tages-Vertrag bei der Miami Heat. Am 8. März erhielt er seinen zweiten 10-Tages-Vertrag. Er blieb bis zum Ende der Saison bei der Heat und erzielte in den verbleibenden 24 Spielen 8,8 Punkte im Schnitt. Sein Vertrag wurde jedoch erneut nicht von Miami verlängert.

### Rückkehr nach China (2015–2016)
Am 30. September gab Beasley seine Rückkehr nach China zu den Shandong Golden Stars bekannt. Wie schon im Jahr zuvor wurde Beasley mit 63 Punkten, 19 Rebounds und 13 Assists zum MVP des CBA All-Star Games ernannt. Sein Team qualifizierte sich für die Playoffs, wurde jedoch in der ersten Runde von den Guangdong Southern Tigers mit 3-0 bezwungen. Beasley gewann dennoch die Auszeichnung zum ausländischen MVP.

### Houston Rockets (2016)
Zum Saisonende verließ Beasley China und wechselte wieder in die NBA, wo er für die Houston Rockets zum Einsatz kam. In den verbleibenden 28 Spielen der Saison 2015/16 erzielte Beasley 12,8 Punkte im Schnitt und verhalf den Rockets zur Playoff-Qualifikation.

### Milwaukee Bucks (2016–2017)
In der Off-Season unterschrieb Beasley im Sommer 2016 einen Einjahresvertrag über rund 1,4 Millionen US-Dollar bei den Milwaukee Bucks. Dort legte er in 16,7 Minuten 9,4 Punkte im Schnitt auf bei einer Trefferquote von 53 % aus dem Feld und (42 % von jenseits der Dreierlinie).

### Seit 2017
In der Off-Season 2017 unterschrieb Beasley einen Einjahresvertrag bei den New York Knicks. Im Juli 2018 unterzeichnete er einen Kontrakt über dieselbe Länge bei den Los Angeles Lakers. Am 7. Februar 2019 wurde Beasley zu den Los Angeles Clippers transferiert, welche ihn jedoch nach zwei Tagen wieder entließen. Am 20. Februar 2019 unterschrieb er erneut einen Vertrag bei den Guangdong Southern Tigers der chinesischen CBA.